# 눈퉁멸
눈퉁멸(학명: Etrumeus sadina)은 눈퉁멸과에 속하는 조기어류의 일종이다.

## 특징
몸길이 30cm 가량으로 몸체는 가늘고 동글동글하게 길며 눈에 두꺼운 눈시울이 덮여 있다. 등은 암청색이고 배는 은백색이다. 산란기는 4-6월경이며 기름기가 적어 맛이 담백하다. 한국·일본 등지에 분포한다.